# Maluma
Juan Luis Londoño Arias, mest känd som Maluma född 28 januari 1994 Medellín, är en colombiansk sångare och låtskrivare. Hans sånger "Felices los 4", "Borró Cassette", "El Perdedor", och "Corazón" har alla placerat sig i topp 10 på Billboard Hot Latin Songs-listan. Hans sång "Medellín" som han har gjort tillsammans med Shakira placerade sig som etta på den amerikanska  Dance Club Songs chart-listan. Under 2022 kommer Maluma medverka i filmen Marry Me tillsammans med Jennifer Lopez.